# Karol Siciński
Karol Siciński (ur. 5 października 1884 w Pabianicach, zm. 7 sierpnia 1965 w Warszawie) – polski architekt, malarz, twórca projektów odbudowy po I wojnie światowej Kazimierza Dolnego i Kalisza (niezrealizowany).

## Życiorys
Urodził się w rodzinie Wincentego, stolarza artystycznego, i Józefy Wlazłowicz. Ukończył w gimnazjum przy Starym Rynku w Pabianicach. Po maturze w 1905 rozpoczął studia w Wyższej Szkole Przemysłowej w Krakowie, gdzie studiował budownictwo i rzeźbę u prof. Jana Reszki. W 1908 podjął naukę w Akademii Sztuk Pięknych w Krakowie pod kierunkiem Leona Wyczółkowskiego i Stanisława Dębickiego.
W 1913 ożenił się z Jadwigą z Feltynowskich (1893–1966) i zamieszkał w Warszawie. Został zatrudniony w pracowni architektów Zdzisława Kalinowskiego i Czesława Krzywickiego. W 1916 na zlecenie Towarzystwa Opieki nad Zabytkami Przeszłości rozpoczął inwentaryzację Kazimierza Dolnego. Projekt schroniska „Murowaniec” na Hali Gąsienicowej wykonany przez niego w 1919 stanowił początek wielu kolejnych projektów architektonicznych. W wąwozie Małachowskiego zaprojektował willę z białego kamienia i drewna dla Marii Kuncewiczowej. Bliżej rynku szkołę i dom artystów. W latach 1919–1920 pracował w Ministerstwie Wyznań Religijnych i Oświecenia Publicznego w departamencie budownictwa szkolnego. Pracował także jako profesor architektury wnętrz w Miejskiej Szkole Sztuk Zdobniczych.
W okresie międzywojennym jak i powojennym był odpowiedzialny za odbudowę Kazimierza Dolnego, w którym zrealizował wiele projektów. Odbudował bożnicę, w której następnie powstało kino. W jednym z odbudowanych spichlerzy powstało schronisko młodzieżowe. Dzięki niemu Kazimierz Dolny stanowi dzisiaj zespół urbanistyczno-krajobrazowy, w którym został zachowany historyczny układ ośrodka handlu położonego na szlaku wiślanym.
Podczas II wojny światowej przebywał w Warszawie. W wieku 18 lat zmarł jego syn Andrzej (1922–1940). Po upadku powstania warszawskiego został ewakuowany do Pruszkowa, następnie przyjechał do Pabianic. 
Po wojnie został delegatem Ministerstwa Kultury i Sztuki ds. Odbudowy Kazimierza. W latach 1947–1958 kierował Państwową Pracownią Konserwatorską w Kazimierzu Dolnym.
W 1952 otrzymał Nagrodę Państwową II stopnia za odbudowę i twórczą rekonstrukcję architektury Kazimierza n. Wisłą.

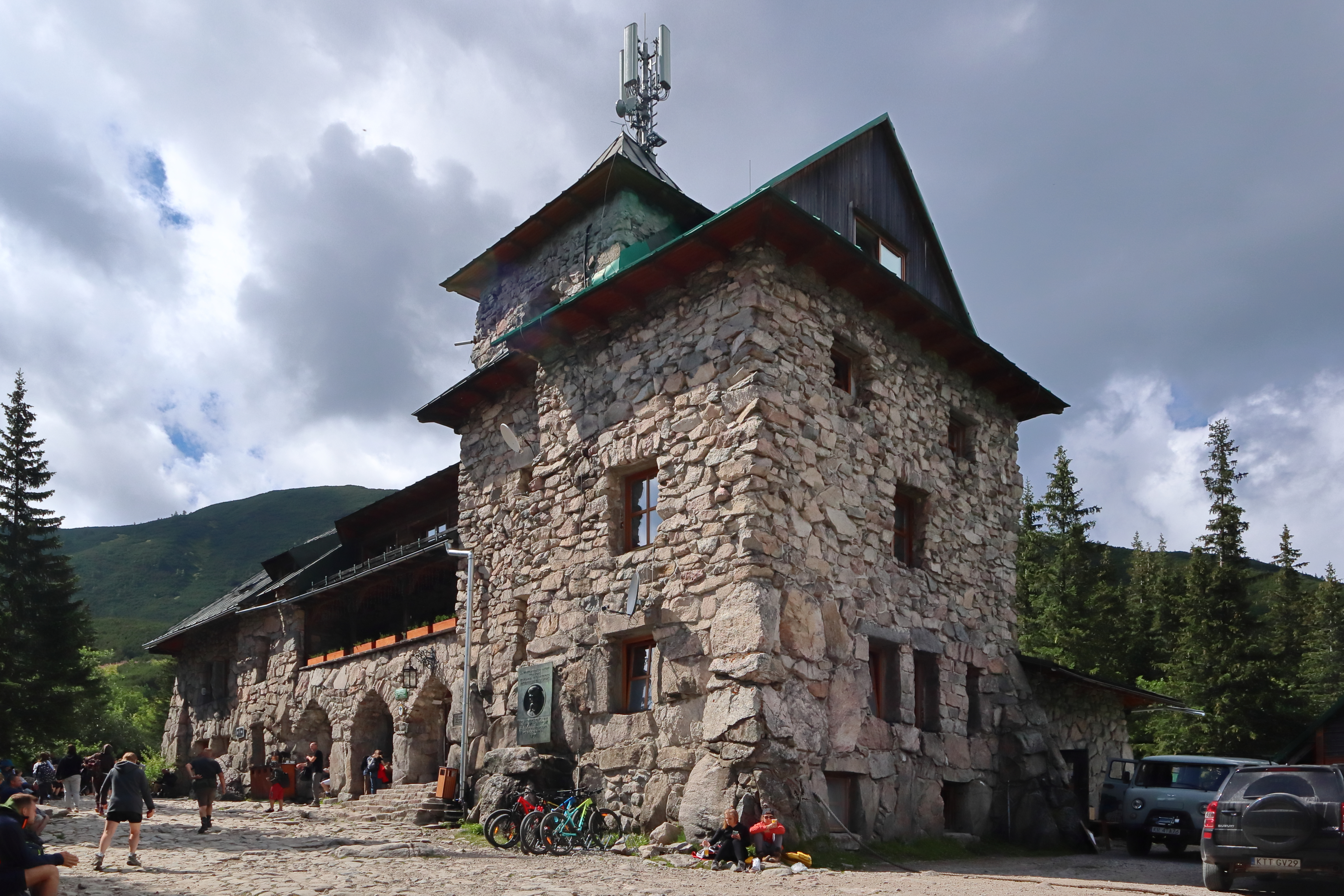
Schronisko „Murowaniec” w Tatrach

Zmarł w Warszawie, pochowany w grobowcu rodzinnym na cmentarzu parafialnym św. Jana w Kazimierzu Dolnym.

## Ordery i odznaczenia
- Krzyż Oficerski Orderu Odrodzenia Polski (1955)[2]
- Medal 10-lecia Polski Ludowej (19 stycznia 1955)[9]

## Upamiętnienie
W 2005 przyznano mu pośmiertnie tytuł Honorowego Obywatela Kazimierza Dolnego.